# Zärtliche Biester
Zärtliche Biester (Originaltitel Search For The Snow Leopard) ist ein US-amerikanischer Pornofilm des Regisseurs Nick Orleans.

## Handlung
Eve Taggart ist eine Wissenschaftlerin, die im mythischen Bardot nach dem Schneeleoparden sucht. Ihre Forschung wird durch Wilderer und unerwartete wahre Liebe erschwert. 

## Auszeichnungen
- 2000: AVN Award - Best Cinematography (Johnny English)
- 2000: AVN Award - Best Couples Sex Scene - Film (Asia Carrera, James Bonn)

## Nominierungen
- 2000: AVN Award - Best Film
- 2000: AVN Award - Best Director: Film (Nick Orleans)
- 2000: AVN Award - Best Actress: Film (Asia Carrera)